# Мідіяни

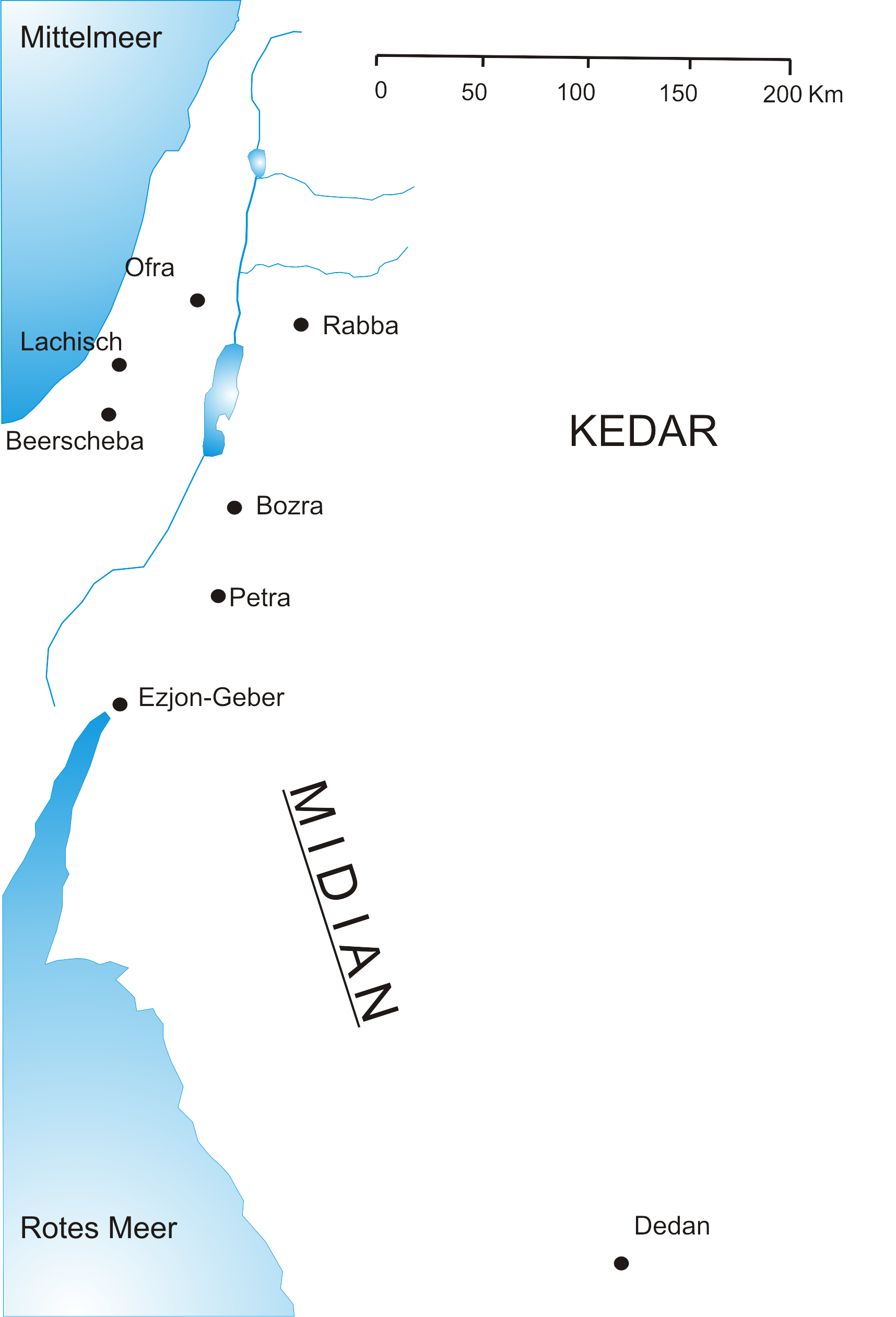
Розташування Мідіянів

Мідіяни — народ, описаний у Біблії, який вів кочове життя, але також іноді був осілий (Суд. 6:5-6, Чис. 31:9-10). Їх історія відома насамперед із Старого Завіту і пов'язана з історією ізраїльтян. Мідіяни жили переважно завдяки торгівлі і були відомі своїм багатством (Чис. 31:32-34).
Згідно з Біблією, вони походили від Мідіяна, одного з дітей Авраама та його дружини — Кетури (Бт. 25:1-2). Тож вони були семітським народом, спорідненим із ізраїльтянами. Іноді їх асоціюють з Ісмаїлітами, іншими нащадками сина Авраама (Бт. 37:25-28, Сд. 8:24).
Мідіяни жили в країні Мідіяну, але через напівкочовий спосіб життя не завжди вдається відтворити точні межі їхнього поселення. Вважається, що вони спочатку займали якусь територію на південь від Едома, розташовану на північному заході Аравійського півострова, на схід від Акабської затоки (гілка Червоного моря). Однак в історії були також мідіяни на північ, навколо Моава та по інший бік Акабської затоки, на Синайському півострові. Частина вчених вважає, що територія Мідіян простягувалася по обидва боки затоки Акабської затоки.
Згідно з біблійними записами, мідіянські та ісмаїльські купці вивезли патріарха Йосипа до Єгипту (Бт. 37:25-36). Мойсей, після втечі з Єгипту, жив у Їтро — мідіянського священника, взявши в якості своєї дружини його дочку Ціппору і який пізніше почувши історію Мойсея, визнав перевагу одного Бога над усіма іншими богами (Вих. 2:15-16).
В кінці життя Мойсея, мідіяни стали ворожими до Ізраїлю і заважали їм у подорожі до Обітованої землі, що призвело до війни обох народів (Книга Числа Чис. 22, 25, 31). За часів суддів мідіянам протягом семи років вдалося нав'язати свою владу Ізраїлю, але їх розгромив Гедеон (Суд. 6, 7). У пізніші часи мідіяни, ймовірно, змішалися з іншими кочовими народами Аравії і втратили свою відокремленість.